# Palazzo Jung
Il Palazzo Jung è uno storico palazzo di Palermo.
Il palazzo si affaccia sulla via Lincoln, e si trova quasi di fronte all'Orto Botanico.

## Storia
Il palazzo faceva parte della cortina edilizia che, a partire dalla fine del ‘700, aveva occupato l'area di risulta dell'antico fossato della città e si era assiepata a ridosso dei bastioni e delle mura cittadine ormai in disuso. Il Palazzo risponde nello stile e nella visione architettonica dello spazio alle esigenze imprenditoriali della nuova classe capitalista, alla quale si doveva il risveglio del commercio e della finanza siciliana.

Realizzato alla fine del ‘700, in un'epoca di forte espansione della città, ebbe nei baroni di Verbumcaudo i suoi primi proprietari che lo fecero costruire come simbolo di un'acquistata nobiltà. L'edificio fu residenza privata fino agli inizi del Novecento quando in una cartolina dell'epoca lo si ritrova sotto il nome di Pensione Tersenghi.
Il palazzo viene acquistato nel 1921 dalla famiglia Jung - ebrei di origine svizzera giunti in città nel XIX secolo per impiantare un'impresa di esportazione di frutta secca, essenze, agrumi e sommacco - che ne fa la propria residenza; rimane proprietaria dell'immobile fino al 1958.

Acquistato nel 1959 dall'Ente Provinciale per il Turismo, il palazzo è destinato a sede dell'Istituto Professionale Alberghiero di Stato - subisce, per esigenze di istituto professionale, pesanti trasformazioni - fino alla metà degli anni Ottanta, quando l'Istituto si trasferisce, determinandone il totale abbandono fino al 2000 quando la Provincia avvia lavori di restauro.

## Architettura
Al di là del prospetto a tre ordini, con un portale con balcone decorato da colonne in pietra, si apre la corte da cui si domina il suggestivo giardino, anche questo restituito dalla Provincia alla fruizione del pubblico. La struttura ha forti richiami neoclassici, come molti edifici contemporanei della città di Palermo, che si notano soprattutto sul frontone d'ingresso con colonne sottili e nello stile dei balconi.